# Монгольское нашествие в Палестину

Монгольские военные вторжения в Леванте в 1260 году. Монгольские нападения на такие города как Алеппо, Дамаск, Баальбек, Эс-Субайба и Аджлун, а также к набегам на другие палестинские города, включая Кудс(Иерусалим).

Монгольское нашествие в Палестину произошло после временно успешных монгольских вторжений в Сирию, в основном в 1260 и 1300 годах. После каждого из этих вторжений наступал период в несколько месяцев, в течение которого монгольские захватчики могли совершать военные вторжения на юг, в Палестину.
Монгольские нашествия сопроваждалась грабежами, убийствами и разрушениями . 

## Монгольские вторжения 1260 года
В 1258 году монгольские захватчики во главе с Хулагу захватили центр власти в исламском мире — город Багдад, фактически уничтожив династию Аббасидов . После Багдада монгольские войска, в том числе некоторые христиане с ранее завоеванных или покоренных территорий Грузии, Киликийской Армении и Антиохии, двинулись на завоевание Сирии, владения династии Айюбидов .  
Монголы взяли город Алеппо, а 1 марта 1260 года они захватили Дамаск .  
Центром исламской власти стал Каир под властью кипчакских мамлюков. Монголы, вероятно, продолжили бы свое продвижение через Палестину в сторону Египта, но им пришлось остановить вторжение из-за внутреннего конфликта в Туркестане . Хулагу отступил с большей частью своих сил, оставив в Сирии лишь около 10 000 монгольских всадников под командованием Китбуки, чтобы занять захваченную территорию. 
Китбука продолжил монгольское вторжение, захватив города и замки Баальбек, ас-Субайба и Аджлун  и отправив монгольские набеги дальше в Палестину, достигнув Аскалона и, возможно, Иерусалима . В Газе был размещен монгольский гарнизон численностью около 1000 человек . 
Монгольский отряд под командованием Кушлу-хана застал гарнизон Наблуса врасплох за пределами города. Оба командира Айюбидов, Муджир ад-Дин ибн Аби Закари и Нур ад-Дин аль-Акта, были убиты. Затем монголы заняли гарнизон в Наблусе. 
Разрушительный набег монгольских воинов на самаритянскую общину Наблуса описан в «Толиде» . Множество мужчин, женщин и детей были убиты монгольскими воинами, а Уззи, сын первосвященника Амрама бен Итамара, был схвачен и доставлен в Дамаск. Позже он был выкуплен общиной. 
Хулагу также отправил послание королю Франции Людовику IX, в котором сообщалось, что монголы передали Иерусалим христианам. Однако современные историки полагают, что, хотя в это время Иерусалим и мог подвергнуться по крайней мере одному набегу монголов, он не был оккупирован или формально завоеван .
Во время нападения монголов на мамлюков на Переднем Востоке большинство мамлюков были из Дешти Кипчак. Кипчаки из Золотой Орды пополнили армии мамлюков и помогли им отбиваться от монголов. 

### Битва при Айн-Джалуте (1260)
Отступив из Сирии в Каир, египетские мамлюки вели переговоры с франками остатков Иерусалимского королевства в Акре, и франки заняли позицию пассивного нейтралитета между мамлюками и монголами, хотя мамлюки были традиционными врагами крестоносцев. В то время франки, по-видимому, считали монголов большей угрозой, чем мамлюков. Таким образом, войскам мамлюков было разрешено пройти через территорию крестоносцев невредимыми, и они собрали значительные силы для противостояния остаткам монгольской армии в сентябре 1260 года в исторической битве при Айн-Джалуте в Галилее . Мамлюки кипчаки одержали крупную победу, которая имела важное значение для региона, но также стала первым случаем, когда монгольская армия потерпела крупное поражение. Это стало высшей точкой монгольских завоеваний, поскольку после этой битвы, даже если монголы снова попытаются совершить несколько вторжений в Сирию, они не будут иметь успеха до 1300 года. Но даже в этом случае им снова удалось удержать территорию лишь на несколько месяцев.

### Сидонский инцидент (1260)
Крестоносец Жюльен де Гренье, правитель Сидона и Бофора, которого современники описывали как безответственного и легкомысленного, в 1260 году воспользовался возможностью совершить набег и разграбить район Бекаа, который недавно стал территорией монголов. Когда монгольский полководец Китбука послал своего племянника с небольшим отрядом, чтобы добиться возмещения, они попали в засаду и были убиты Юлианом. Китбука ответил решительным набегом на город Сидон, разрушив стены и убив христиан, хотя говорят, что замок остался непокоренным. 

## Монгольские военные рейды во время крестового похода Эдуарда I (1271)
В 1269 году английский принц Эдуард (будущий Эдуард I ) начал свой собственный крестовый поход, Девятый крестовый поход .  Число рыцарей и вассалов, сопровождавших Эдуарда в крестовом походе, было совсем небольшим,  возможно, около 230 рыцарей, а общая численность отряда составляла около 1000 человек, перевозимых флотилией из 13 кораблей. 
Когда Эдуард наконец прибыл в Акру 9 мая 1271 года, он немедленно отправил посольство к монгольскому правителю Абага хану. 
План Эдуарда состоял в том, чтобы использовать помощь монголов для нападения на Кипчакского императора Байбарыса . Посольство возглавляли Реджинальд Рассел, Годфри Уэллс и Джон Паркер. 
Абага хан ответил положительно на просьбу Эдуарда в письме от 4 сентября 1271 года. 

## Монгольские походы 1299–1300 гг.
В битве в долине Эль-Хазнадар 22 декабря 1299 года между монгольской армией ильхана Газана и мамлюкским войском. Мамлюки потерпели сокрушительное поражение. 
Меньший отряд численностью около 10 000 всадников под командованием Мулая участвовал в набегах на юг вплоть до Газы  вернулся в Дамаск около марта 1300 года и несколько дней спустя последовал за Газаном обратно через Евфрат . Затем египетские кипчаки вернулись и вернули себе всю территорию в мае 1300 года  без боя .

## Примечание
1. 1 2  Amitai, Mongol Raids, pp. 247-248
2. ↑  Saudi Aramco World "The Battle of Ain Jalut". Дата обращения: 30 сентября 2007. Архивировано из оригинала 12 февраля 2012 года.
3. ↑  "Histoire des Croisades III", René Grousset, p. 581
4. ↑  Runciman, 1987, p. 310.
5. ↑  Amitai-Preiss, p. 32.
6. ↑  Tyerman, p. 806
7. ↑  Amin Maalouf, p. 262
8. ↑  Kedar 1989, p. 93.
9. ↑  Jackson, p. 174
10. ↑  Halperin, Charles J.. 2000. "The Kipchak Connection: The Ilkhans, the Mamluks and Ayn Jalut". Bulletin of the School of Oriental and African Studies, University of London 63 (2). Cambridge University Press: 229–45. https://www.jstor.org/stable/1559539 Архивная копия от 27 марта 2017 на Wayback Machine.
11. ↑  Runciman, 1987, p. 308.
12. ↑  Hindley, pp. 205-206
13. ↑  Nicolle, p. 47
14. ↑  Tyerman, p. 818
15. ↑  Jean Richard, p. 446
16. ↑  Grousset, p. 653.
17. ↑  "Meanwhile the Mongol and Armenian troops raided the country as far south as Gaza." Schein, 1979, p. 810